# Prvenstvo Jugoslavije u hokeju na travi 1976.
Jugoslavensko prvenstvo u hokeju na travi za 1976. godinu je osvojila momčad Subotičanka iz Subotice.

## Ljestvica
| mj. | klub                      | ut. | pob. | rem. | por. | po.g | pr.g | bod |
| --- | ------------------------- | --- | ---- | ---- | ---- | ---- | ---- | --- |
| 1.  | Subotičanka Subotica      | 10  | 10   | 0    | 0    | 47   | 3    | 20  |
| 2.  | Marathon Zagreb           | 10  | 7    | 1    | 2    | 28   | 10   | 15  |
| 3.  | Concordia Zagreb          | 10  | 4    | 1    | 5    | 17   | 23   | 9   |
| 4.  | Elektrovojvodina Subotica | 10  | 3    | 1    | 6    | 10   | 28   | 7   |
| 5.  | Jedinstvo Zagreb          | 10  | 2    | 2    | 6    | 18   | 22   | 6   |
| 6.  | Elektrovojvodina Novi Sad | 10  | 1    | 1    | 8    | 7    | 41   | 3   |